# Spilosoma puella
Nebrarctia transversa là một loài bướm đêm thuộc phân họ Arctiinae, họ Erebidae.